# Sbojet
Sbojet (egip. nauka (moralna)) – popularny rodzaj literacki w piśmiennictwie egipskim (→ Starożytny Egipt), pisany prozą, utwór dydaktyczno-moralizatorski zawierający rady o charakterze parenetycznym. Jego treść opierała się na praktycznej mądrości ludowej, której nadawcą był zwykle wysoki dostojnik. Zachowało się 15 tego typu utworów, większość z nich to fragmenty większych dzieł. Najważniejsze z nich to np. Nauka księcia Dżedefhora i Nauka króla Amen-em-hata. Zachowała się ich relatywnie duża liczba z takiego powodu, że często służyły za teksty pomocnicze skrybom, którzy uczyli się pisać. Charakterystyczne dla sbojetów było to, że zaczynały się długim tytułem, np. Naukę króla Amen-em-hata rozpoczyna następujący tekst:

Początek nauki, którą ułożył Jego Królewska Mość, król Górnego Egiptu i król Dolnego Egiptu Sehetep-ib-Re, syn Re, Amen-em-hat, oby żył w szczęściu i zdrowiu, usprawiedliwiony głosem, a którą wypowiedział jako poselstwo prawdy do swojego syna, pana wszechrzeczy.